# Gmina Kajan
Gmina Kajan (alb. Komuna Kajan) – gmina  położona w środkowej części Albanii. Administracyjnie należy do okręgu Elbasan w obwodzie Elbasan. W 2011 roku populacja gminy wynosiła 3925 w tym 1902 kobiet oraz 2023 mężczyzn, z czego Albańczycy stanowili 89,15% mieszkańców.
W skład gminy wchodzi dziesięć miejscowości: Kajan, Dragot, Lisaj, Dradot-Dumre, Gjinuk, Gjolenë, Turbull, Çestije, Merhoje, Drizaj.